# Kuba az 1996. évi nyári olimpiai játékokon
Kuba az egyesült államokbeli Atlantában megrendezett 1996. évi nyári olimpiai játékok egyik részt vevő nemzete volt. Az országot az olimpián 15 sportágban 164 sportoló képviselte, akik összesen 25 érmet szereztek.

## Érmesek
| Érem  | Versenyző | Sportág    | Versenyszám             |
| ----- | --- | ---------- | ----------------------- |
| Arany | Alberto Hernández Antonio Pacheco Antonio Scull Eduardo Paret Eliecer Montes Jorge Fumero José Antonio Estrada José Contreras Juan Manrique Juan Padilla Lázaro Vargas Luis Ulacia Miguel Caldés Omar Ajete Omar Linares Omar Luis Orestes Kindelán Osmani Romero Pedro Luis Lazo Rey Isaac | Baseball   | Férfi                   |
| Arany | Filiberto Azcuy | Birkózás   | Kötöttfogás, 74 kg      |
| Arany | Driulys González | Cselgáncs  | Női könnyűsúly          |
| Arany | Maikro Romero | Ökölvívás  | Légsúly                 |
| Arany | Héctor Vinent | Ökölvívás  | Kisváltósúly            |
| Arany | Ariel Hernández | Ökölvívás  | Középsúly               |
| Arany | Félix Savón | Ökölvívás  | Nehézsúly               |
| Arany | Nemzeti válogatott Taismary Agüero Ana Fernández Mirka Francia Idalmis Gato Lilia Izquierdo Magalys Carvajal Marlenis Costa Mireya Luis Raisa O’Farrill Regla Bell Regla Torres Yumilka Ruíz                                                                                                | Röplabda   | Női                     |
| Arany | Pablo Lara | Súlyemelés | 76 kg                   |
| Ezüst | Ana Fidelia Quirot | Atlétika   | Női 800 m               |
| Ezüst | Juan Luis Marén | Birkózás   | Kötöttfogás, 62 kg      |
| Ezüst | Estela Rodríguez | Cselgáncs  | Női nehézsúly           |
| Ezüst | Arnaldo Mesa | Ökölvívás  | Harmatsúly              |
| Ezüst | Juan Hernández Sierra | Ökölvívás  | Váltósúly               |
| Ezüst | Alfredo Duvergel | Ökölvívás  | Nagyváltósúly           |
| Ezüst | Rodolfo Falcón | Úszás      | Férfi 100 m hát         |
| Ezüst | Iván Trevejo | Vívás      | Férfi párbajtőr, egyéni |
| Bronz | Yoelbi Quesada | Atlétika   | Férfi hármasugrás       |
| Bronz | Alexis Vila | Birkózás   | Szabadfogás, 48 kg      |
| Bronz | Israel Hernández | Cselgáncs  | Férfi harmatsúly        |
| Bronz | Amarilys Savón | Cselgáncs  | Női légsúly             |
| Bronz | Legna Verdecia | Cselgáncs  | Női harmatsúly          |
| Bronz | Diadenys Luna | Cselgáncs  | Női félnehézsúly        |
| Bronz | Neisser Bent | Úszás      | Férfi 100 m hát         |
| Bronz | Elvis Gregory Oscar García Rolando Tucker | Vívás      | Férfi tőr, csapat       |

## Atlétika
Férfi
| Versenyző                                                          | Versenyszám     | Előfutam | Előfutam | Előfutam | Negyeddöntő | Negyeddöntő | Negyeddöntő | Elődöntő | Elődöntő | Elődöntő | Döntő   | Döntő    |
| Versenyző                                                          | Versenyszám     | Idő      | Hely.    | Össz.    | Idő         | Hely.       | Össz.       | Idő      | Hely.    | Össz.    | Idő     | Helyezés |
| ------------------------------------------------------------------ | --------------- | -------- | -------- | -------- | ----------- | ----------- | ----------- | -------- | -------- | -------- | ------- | -------- |
| Iván García                                                        | 200 m           | 20,49    | 1.       | 8.       | 20,36       | 1.          | 2.          | 20,34    | 2.       | 6.       | 20,21   | 6.       |
| Norberto Téllez                                                    | 800 m           | 1:47,24  | 1.       | 24.      |             |             |             | 1:43,79  | 1.       | 1.       | 1:42,85 | 4.       |
| Emilio Valle                                                       | 110 m gát       | 13,35    | 2.       | 2.       | 13,29       | 2.          | 4.          | 13,18    | 3.       | 4.       | 13,20   | 5.       |
| Erick Batte                                                        | 110 m gát       | 13,47    | 2.       | 7.*      | 13,46       | 3.          | 10.         | 13,26    | 4.       | 7.       | 13,43   | 8.       |
| Anier García                                                       | 110 m gát       | 13,56    | 2.       | 10.**    | 13,58       | 6.          | 18.         | kiesett  | kiesett  | kiesett  | kiesett | kiesett  |
| Andrés Simón Joel Lamela Joel Isasi Luis Alberto Pérez Iván García | 4 × 100 m váltó | 39,14    | 3.       | 10.      |             |             |             | 38,55    | 2.       | 4.       | 39,39   | 6.       |
| Omar Meña Jorge Crusellas Georkis Vera Roberto Hernández           | 4 × 400 m váltó | 3:05,75  | 4.       | 19.      |             |             |             | kiesett  | kiesett  | kiesett  | kiesett | kiesett  |

| Versenyző         | Versenyszám   | Selejtező | Selejtező | Döntő    | Döntő    |
| Versenyző         | Versenyszám   | Eredmény  | Helyezés  | Eredmény | Helyezés |
| ----------------- | ------------- | --------- | --------- | -------- | -------- |
| Javier Sotomayor  | Magasugrás    | 228 cm    | 9.*       | 225 cm   | 11.*     |
| Iván Pedroso      | Távolugrás    | 805 cm    | 9.        | 775 cm   | 12.      |
| Jaime Jefferson   | Távolugrás    | 765 cm    | 31.       | kiesett  | kiesett  |
| Yoelbi Quesada    | Hármasugrás   | 17,19 m   | 3.        | 17,44 m  |          |
| Aliecer Urrutia   | Hármasugrás   | 16,71 m   | 13.**     | kiesett  | kiesett  |
| Yoel García       | Hármasugrás   | 16,62 m   | 20.       | kiesett  | kiesett  |
| Alexis Elizalde   | Diszkoszvetés | 62,22m m  | 11.       | 62,70 m  | 9.       |
| Roberto Moya      | Diszkoszvetés | 59,22 m   | 22.       | kiesett  | kiesett  |
| Alberto Sánchez   | Kalapácsvetés | 74,82 m   | 13.       | kiesett  | kiesett  |
| Emeterio González | Gerelyhajítás | 77,94 m   | 18.       | kiesett  | kiesett  |
| Isbel Luaces      | Gerelyhajítás | 73,84 m   | 28.       | kiesett  | kiesett  |

| Versenyző        | Versenyszám | 100 m | 100 m | Távolugrás | Távolugrás | Súlylökés | Súlylökés | Magasugrás | Magasugrás | 400 m | 400 m | 110 m gát | 110 m gát | Diszkoszvetés | Diszkoszvetés | Rúdugrás | Rúdugrás | Gerelyhajítás | Gerelyhajítás | 1500 m  | 1500 m | Végeredmény | Végeredmény |
| Versenyző        | Versenyszám | Idő   | Pont  | Eredmény   | Pont       | Eredmény  | Pont      | Eredmény   | Pont       | Idő   | Pont  | Idő       | Pont      | Eredmény      | Pont          | Eredmény | Pont     | Eredmény      | Pont          | Idő     | Pont   | Pont        | Helyezés    |
| ---------------- | ----------- | ----- | ----- | ---------- | ---------- | --------- | --------- | ---------- | ---------- | ----- | ----- | --------- | --------- | ------------- | ------------- | -------- | -------- | ------------- | ------------- | ------- | ------ | ----------- | ----------- |
| Eugenio Balanqué | Tízpróba    | 10,71 | 926   | 636 cm     | 666        | 14,11 m   | 735       | 189 cm     | 705        | 47,46 | 935   | 14,07     | 965       | 41,64 m       | 698           | 470 cm   | 819      | 59,92 m       | 737           | 4:38,97 | 687    | 7873        | 25.         |
| Raúl Duany       | Tízpróba    | 11,20 | 817   | 730 cm     | 886        | 13,78 m   | 715       | 207 cm     | 868        | 50,50 | 792   | 14,84     | 869       | 38,56 m       | 635           | 440 cm   | 731      | 62,86 m       | 781           | 4:35,59 | 708    | 7802        | 26.         |

Női
| Versenyző                                                      | Versenyszám     | Előfutam | Előfutam | Előfutam | Negyeddöntő | Negyeddöntő | Negyeddöntő | Elődöntő | Elődöntő | Elődöntő | Döntő   | Döntő    |
| Versenyző                                                      | Versenyszám     | Idő      | Hely.    | Össz.    | Idő         | Hely.       | Össz.       | Idő      | Hely.    | Össz.    | Idő     | Helyezés |
| -------------------------------------------------------------- | --------------- | -------- | -------- | -------- | ----------- | ----------- | ----------- | -------- | -------- | -------- | ------- | -------- |
| Ana Fidelia Quirot                                             | 800 m           | 1:59,98  | 1.       | 13.      |             |             |             | 1:57,99  | 2.       | 5.       | 1:58,11 |          |
| Aliuska López                                                  | 100 m gát       | 13,06    | 3.       | 21.*     | 12,67       | 2.          | 4.          | 12,70    | 5.       | 7.       | kiesett | kiesett  |
| Idalia Hechavarría Aliuska López Dainelky Pérez Liliana Allen  | 4 × 100 m váltó | 44,32    | 5.       | 12.      |             |             |             |          |          |          | kiesett | kiesett  |
| Idalmis Bonne Daysi Duporty Surella Morales Ana Fidelia Quirot | 4 × 400 m váltó | 3:24,23  | 2.       | 11.      |             |             |             |          |          |          | 3:25,85 | 6.       |

| Versenyző           | Versenyszám   | Selejtező | Selejtező | Döntő    | Döntő    |
| Versenyző           | Versenyszám   | Eredmény  | Helyezés  | Eredmény | Helyezés |
| ------------------- | ------------- | --------- | --------- | -------- | -------- |
| Ioamnet Quintero    | Magasugrás    | 190 cm    | 18.       | kiesett  | kiesett  |
| Lissette Cuza       | Távolugrás    | 656 cm    | 13.       | kiesett  | kiesett  |
| Niurka Montalvo     | Távolugrás    | 648 cm    | 17.       | kiesett  | kiesett  |
| Regla Cárdeñas      | Távolugrás    | 642 cm    | 20.       | kiesett  | kiesett  |
| Belsy Laza          | Súlylökés     | 18,61 m   | 10.       | 18,40 m  | 10.      |
| Yumileidi Cumbá     | Súlylökés     | 18,55 m   | 12.*      | kiesett  | kiesett  |
| Bárbara Hechavarría | Diszkoszvetés | 61,98 m   | 13.       | kiesett  | kiesett  |
| Maritza Martén      | Diszkoszvetés | 60,08 m   | 16.       | kiesett  | kiesett  |
| Isel López          | Gerelyhajítás | 61,40 m   | 8.        | 64,68 m  | 4.       |
| Xiomara Rivero      | Gerelyhajítás | 61,32 m   | 9.        | 64,48 m  | 5.       |
| Odelmys Palma       | Gerelyhajítás | 62,30 m   | 6.        | 59,70 m  | 11.      |

| Versenyző      | Versenyszám | 100 m gát | 100 m gát | Magasugrás | Magasugrás | Súlylökés | Súlylökés | 200 m | 200 m | Távolugrás | Távolugrás | Gerelyhajítás | Gerelyhajítás | 800 m   | 800 m | Végeredmény | Végeredmény |
| Versenyző      | Versenyszám | Idő       | Pont      | Eredmény   | Pont       | Eredmény  | Pont      | Idő   | Pont  | Eredmény   | Pont       | Eredmény      | Pont          | Idő     | Pont  | Pont        | Helyezés    |
| -------------- | ----------- | --------- | --------- | ---------- | ---------- | --------- | --------- | ----- | ----- | ---------- | ---------- | ------------- | ------------- | ------- | ----- | ----------- | ----------- |
| Regla Cárdeñas | Hétpróba    | 13,89     | 994       | 177 cm     | 941        | 14,14 m   | 803       | 24,04 | 977   | 652 cm     | 1014       | 41,72 m       | 700           | 2:20,48 | 817   | 6246        | 11.*        |
| Magalys García | Hétpróba    | 13,30     | 1080      | 171 cm     | 867        | 13,03 m   | 729       | 24,04 | 977   | 571 cm     | 762        | 51,22 m       | 884           | 2:21,03 | 810   | 6109        | 15.         |

* - egy másik versenyzővel azonos eredményt ért el

** - két másik versenyzővel azonos eredményt ért el

## Baseball
| Kubai férfi baseballcsapat-játékoskeret | Kubai férfi baseballcsapat-játékoskeret |
| --- | --- |
| - Alberto Hernández - Antonio Pacheco - Antonio Scull - Eduardo Paret - Eliecer Montes - Jorge Fumero - José Antonio Estrada - José Contreras - Juan Manrique - Juan Padilla | - Lázaro Vargas - Luis Ulacia - Miguel Caldés - Omar Ajete - Omar Linares - Omar Luis - Orestes Kindelán - Osmani Romero - Pedro Luis Lazo - Rey Isaac |

### Eredmények
Csoportkör
A csoport
| Csapat           | M | Gy | V | P+ | P– | Pk  |
| ---------------- | - | -- | - | -- | -- | --- |
| Kuba             | 7 | 7  | 0 | 97 | 49 | +48 |
| Egyesült Államok | 7 | 6  | 1 | 81 | 27 | +54 |
| Japán            | 7 | 4  | 3 | 69 | 45 | +24 |
| Nicaragua        | 7 | 4  | 3 | 44 | 30 | +14 |
| Hollandia        | 7 | 2  | 5 | 32 | 76 | –44 |
| Olaszország      | 7 | 2  | 5 | 33 | 71 | –38 |
| Ausztrália       | 7 | 2  | 5 | 47 | 86 | –39 |
| Dél-Korea        | 7 | 1  | 6 | 40 | 59 | –19 |

| 1996. július 20. |  | Kuba | 19–8 | Ausztrália |  |  |
| 1996. július 20. |  |      |      |            |  |  |

| 1996. július 21. |  | Japán | 7–8 | Kuba |  |  |
| 1996. július 21. |  |       |     |      |  |  |

| 1996. július 23. |  | Hollandia | 2–18 | Kuba |  |  |
| 1996. július 23. |  |           |      |      |  |  |

| 1996. július 24. |  | Kuba | 14–11 | Dél-Korea |  |  |
| 1996. július 24. |  |      |       |           |  |  |

| 1996. július 27. |  | Olaszország | 6–20 | Kuba |  |  |
| 1996. július 27. |  |             |      |      |  |  |

| 1996. július 28. |  | Kuba | 10–8 | Egyesült Államok |  |  |
| 1996. július 28. |  |      |      |                  |  |  |

| 1996. július 29. |  | Nicaragua | 7–8 | Kuba |  |  |
| 1996. július 29. |  |           |     |      |  |  |

Elődöntő
| 1996. augusztus 1. |  | Nicaragua | 1–8 | Kuba |  |  |
| 1996. augusztus 1. |  |           |     |      |  |  |

Döntő
| 1996. augusztus 2. |  | Japán | 9–13 | Kuba |  |  |
| 1996. augusztus 2. |  |       |      |      |  |  |

| Csapat | Helyezés |
| ------ | -------- |
| Kuba   |          |

## Birkózás
Kötöttfogású
| Versenyző       | Versenyszám | 32-es főtábla                         | Nyolcaddöntő                  | Negyeddöntő                | Elődöntő                          | Vigaszág 2. kör   | Vigaszág 3. kör          | Vigaszág 4. kör            | Vigaszág 5. kör              | Vigaszág 6. kör                    | Bronz- mérkőzés                                          | Döntő                            | Helyezés |
| Versenyző       | Versenyszám | Ellenfél Eredmény                     | Ellenfél Eredmény             | Ellenfél Eredmény          | Ellenfél Eredmény                 | Ellenfél Eredmény | Ellenfél Eredmény        | Ellenfél Eredmény          | Ellenfél Eredmény            | Ellenfél Eredmény                  | Ellenfél Eredmény                                        | Ellenfél Eredmény                | Helyezés |
| --------------- | ----------- | ------------------------------------- | ----------------------------- | -------------------------- | --------------------------------- | ----------------- | ------------------------ | -------------------------- | ---------------------------- | ---------------------------------- | -------------------------------------------------------- | -------------------------------- | -------- |
| Wilber Sánchez  | 48 kg       | Mujaahid Maynard (USA) · 12–3         | Oleg Kutscherenko (GER) · 1–1 | erőnyerő                   | Aljakszandr Pavlav (BLR) · 0–5    |                   |                          |                            |                              | Kang Jonggjun (PRK) · 0–7          | Az 5. helyért · Gela P'ap'ashvili (GEO) · 4–0            |                                  | 5.       |
| Lázaro Rivas    | 52 kg       | Jon Rønningen (NOR) · 5–0             | Háled el-Farezs (SYR) · 5–0   | erőnyerő                   | Armen Nazarjan (ARM) · 1–7        |                   |                          |                            |                              | Szamvel Danyijeljan (RUS) · 8–9    | Az 5. helyért · Jordan Anev (BUL) · 5–0                  |                                  | 5.       |
| Luis Sarmiento  | 57 kg       | David Maia (POR) · 5–0                | Rifat Yildiz (GER) · 1–4      |                            |                                   |                   | Marian Sandu (ROU) · 7–0 | Vilayət Ağayev (AZE) · 1–0 | Szarkisz Elngian (GRE) · 4–2 | Sheng Zetian (CHN) · 2–8           | Az 5. helyért · Rifat Yildiz (GER) · 0–0                 |                                  | 6.       |
| Juan Luis Marén | 62 kg       | Ahad Pazach (IRI) · 5–2               | Szergej Martinov (RUS) · 5–4  | erőnyerő                   | Ivan Ivanov (BUL) · 4–1           |                   |                          |                            |                              |                                    |                                                          | Włodzimierz Zawadzki (POL) · 1–3 |          |
| Liubal Colás    | 68 kg       | T'ariel Melelashvili (GEO) · 4–2      | Ender Memet (ROU) · 3–0       | Ryszard Wolny (POL) · 0–6  |                                   |                   |                          | Rodney Smith (USA) · 3–2   | Biszer Georgiev (BUL) · 0–4  |                                    | A 7. helyért · Valeri Nikitin (EST) · 6–1                |                                  | 7.       |
| Filiberto Azcuy | 74 kg       | Baktijar Bajszeitov (KAZ) · 9–1       | Marty Morgan (USA) · 10–1     | Berzicza Tamás (HUN) · 6–2 | Mnacakan Iszkandarjan (RUS) · 5–4 |                   |                          |                            |                              |                                    |                                                          | Marko Asell (FIN) · 8–2          |          |
| Reynaldo Peña   | 90 kg       | Om Dzsinhan (Eom Jin-han) (KOR) · 2–1 | Hriszto Dimitrov (BUL) · 0–3  |                            |                                   |                   | Goran Kasum (SCG) · 3–0  | Marek Švec (CZE) · 2–4     | kiesett                      | kiesett                            | kiesett                                                  |                                  | 10.      |
| Héctor Milián   | 100 kg      | Colbie Bell (CAN) · 12–0              | Giuseppe Giunta (ITA) · 3–0   | erőnyerő                   | Andrzej Wroński (POL) · 0–2       |                   |                          |                            |                              | Tejmuraz Egyiserasvili (RUS) · 0–1 | Az 5. helyért · Igor Grabovetchi (MDA) · mérkőzés nélkül |                                  | 5.       |

Szabadfogású
| Versenyző         | Versenyszám | 32-es főtábla                     | Nyolcaddöntő                      | Negyeddöntő                 | Elődöntő          | Vigaszág 2. kör          | Vigaszág 3. kör               | Vigaszág 4. kör                 | Vigaszág 5. kör               | Vigaszág 6. kör              | Bronz- mérkőzés                        | Döntő             | Helyezés |
| Versenyző         | Versenyszám | Ellenfél Eredmény                 | Ellenfél Eredmény                 | Ellenfél Eredmény           | Ellenfél Eredmény | Ellenfél Eredmény        | Ellenfél Eredmény             | Ellenfél Eredmény               | Ellenfél Eredmény             | Ellenfél Eredmény            | Ellenfél Eredmény                      | Ellenfél Eredmény | Helyezés |
| ----------------- | ----------- | --------------------------------- | --------------------------------- | --------------------------- | ----------------- | ------------------------ | ----------------------------- | ------------------------------- | ----------------------------- | ---------------------------- | -------------------------------------- | ----------------- | -------- |
| Alexis Vila       | 48 kg       | Isaac Jacob (NGR) · 4–0           | Filiberto Fernández (MEX) · 11–0  | Armen Mkrtcsjan (ARM) · 2–4 |                   |                          |                               | Viktor Jeftenyi (UKR) · 8–0     | erőnyerő                      | Vitalie Railean (MDA) · 10–0 | Vugar Orudzsov (RUS) · 5–2             |                   |          |
| Carlos Varela     | 52 kg       | Gholam Reza Mohammadi (IRI) · 0–4 |                                   |                             |                   | Roman Kollar (SVK) · 2–3 | kiesett                       | kiesett                         | kiesett                       | kiesett                      | kiesett                                |                   | 17.      |
| Alejandro Puerto  | 57 kg       | Saban Trsztena (MKD) · 3–4        |                                   |                             |                   | Cory O'Brien (AUS) · 9–1 | Mohammad Talaei (IRI) · 0–5   | kiesett                         | kiesett                       | kiesett                      | kiesett                                |                   | 15.      |
| Yosvany Sánchez   | 68 kg       | Aleh Hohal (BLR) · 1–3            |                                   |                             |                   | Paulo Ibire (ARG) · 10–0 | Fórizs János (HUN) · 6–2      | Akbar Fallah (IRI) · 3–1        | Küllo Kõiv (EST) · 6–0        | Arajik Gevorgjan (ARM) · 8–4 | Zaza Zazirov (UKR) · 6–8               |                   | 4.       |
| Alberto Rodríguez | 74 kg       | Kenny Monday (USA) · 1–1          |                                   |                             |                   | Turan Ceylan (TUR) · 7–0 | Eisa Momeni (IRI) · 4–1       | Məmmədsalam Haciyev (AZE) · 2–6 | kiesett                       | kiesett                      | kiesett                                |                   | 11.      |
| Ariel Ramos       | 82 kg       | Plamen Penev (BUL) · 3–1          | Hadzsimurat Magomedov (RUS) · 4–7 |                             |                   |                          | Ruslan Khinchagov (UZB) · 3–2 | Dvorák László (HUN) · 3–1       | Sebahattin Öztürk (TUR) · 4–5 |                              | A 7. helyért · Les Gutches (USA) · 0–3 |                   | 8.       |
| Wilfredo Morales  | 100 kg      | Kim Theu (Kim Tae-U) (KOR) · 6–0  | Kurt Angle (USA) · 0–2            |                             |                   |                          | Arvi Aavik (EST) · 3–1        | Arawat Sabejew (GER) · 2–3      | kiesett                       | kiesett                      | kiesett                                |                   | 9.       |

## Cselgáncs
Férfi
| Versenyző         | Versenyszám  | Selejtező                     | 32-es főtábla                          | Nyolcaddöntő            | Negyeddöntő                           | Elődöntő          | Vigaszág első kör           | Vigaszág negyeddöntő         | Vigaszág elődöntő              | Bronz- mérkőzés        | Döntő             | Helyezés |
| Versenyző         | Versenyszám  | Ellenfél Eredmény             | Ellenfél Eredmény                      | Ellenfél Eredmény       | Ellenfél Eredmény                     | Ellenfél Eredmény | Ellenfél Eredmény           | Ellenfél Eredmény            | Ellenfél Eredmény              | Ellenfél Eredmény      | Ellenfél Eredmény | Helyezés |
| ----------------- | ------------ | ----------------------------- | -------------------------------------- | ----------------------- | ------------------------------------- | ----------------- | --------------------------- | ---------------------------- | ------------------------------ | ---------------------- | ----------------- | -------- |
| Manolo Poulot     | Légsúly      | erőnyerő                      | Kim Dzsongvon (Kim Jong-Won) (KOR) · V | kiesett                 | kiesett                               | kiesett           |                             |                              |                                |                        |                   | 21.      |
| Israel Hernández  | Harmatsúly   | erőnyerő                      | Darren Fagan (AUS) · GY                | Udo Quellmalz (GER) · V |                                       |                   | Francis Figuereo (DOM) · GY | Michel de Almeida (POR) · GY | Giorgi Revazishvili (GEO) · GY | Csák József (HUN) · GY |                   |          |
| Yosvany Despaigne | Középsúly    | erőnyerő                      | Skander Hachicha (TUN) · GY            | Pablo Elisii (ARG) · GY | Cson Gijong (Jeon Gi-Yeong) (KOR) · V |                   |                             | Mark Huizinga (NED) · V      | kiesett                        | kiesett                |                   | 9.       |
| Angel Sánchez     | Félnehézsúly | erőnyerő                      | Radu Ivan (ROU) · GY                   | Pedro Soares (POR) · V  | kiesett                               | kiesett           |                             |                              |                                |                        |                   | 17.      |
| Frank Moreno      | Nehézsúly    | Harry Van Barneveld (BEL) · V | kiesett                                | kiesett                 | kiesett                               | kiesett           |                             |                              |                                |                        |                   | 33.      |

Női
| Versenyző        | Versenyszám  | Selejtező                      | Nyolcaddöntő                          | Negyeddöntő                           | Elődöntő                   | Vigaszág első kör              | Vigaszág negyeddöntő      | Vigaszág elődöntő          | Bronz- mérkőzés                | Döntő                                       | Helyezés |
| Versenyző        | Versenyszám  | Ellenfél Eredmény              | Ellenfél Eredmény                     | Ellenfél Eredmény                     | Ellenfél Eredmény          | Ellenfél Eredmény              | Ellenfél Eredmény         | Ellenfél Eredmény          | Ellenfél Eredmény              | Ellenfél Eredmény                           | Helyezés |
| ---------------- | ------------ | ------------------------------ | ------------------------------------- | ------------------------------------- | -------------------------- | ------------------------------ | ------------------------- | -------------------------- | ------------------------------ | ------------------------------------------- | -------- |
| Amarilys Savón   | Légsúly      | Salima Souakri (ALG) · GY      | Hillary Wolf (USA) · GY               | Tamura Rjóko (JPN) · V                |                            |                                |                           |                            | Sarah Nichilo-Rosso (FRA) · GY |                                             |          |
| Legna Verdecia   | Harmatsúly   | Alexa von Schwichow (GER) · GY | Szugavara Noriko (JPN) · GY           | Hjon Szukhi (Hyeon Suk-Hui) (KOR) · V |                            |                                |                           |                            | Almudena Muñoz (ESP) · GY      |                                             |          |
| Driulys González | Könnyűsúly   | Magali Baton (FRA) · GY        | Jessica Gal (NED) · GY                | Nicola Fairbrother (GBR) · GY         | Liu Chuang (CHN) · GY      |                                |                           |                            |                                | Csong Szonjong (Jeong Seon-Yong) (KOR) · GY |          |
| Ileana Beltran   | Váltósúly    | Jenny Gal (NED) · V            |                                       |                                       |                            | Michelle Buckingham (CAN) · GY | Sara Álvarez (ESP) · V    | kiesett                    | kiesett                        |                                             | 9.       |
| Odalis Revé      | Középsúly    | Carly Dixon (AUS) · GY         | Alice Dubois (FRA) · V                |                                       |                            | erőnyerő                       | Mariela Spacek (AUT) · GY | Rowena Sweatman (GBR) · GY | Claudia Zwiers (NED) · V       |                                             | 5.       |
| Diadenys Luna    | Félnehézsúly | Estha Essombe (FRA) · V        |                                       |                                       |                            | Niki Jenkins (CAN) · GY        | Francis Gómez (VEN) · GY  | Hannah Ertel (GER) · GY    | Tetyana Beljajeva (UKR) · GY   |                                             |          |
| Estela Rodríguez | Nehézsúly    | Sáh Kohli (IND) · GY           | Szon Hjonmi (Son Hyeon-Mi) (KOR) · GY | Nancy Filteau (CAN) · GY              | Beata Maksymowa (POL) · GY |                                |                           |                            |                                | Sun Fuming (CHN) · V                        |          |

## Evezés
Férfi
| Versenyző              | Versenyszám              | Előfutam | Előfutam | Vigaszág | Vigaszág | Elődöntő | Elődöntő | Elődöntő | Döntő | Döntő   | Döntő | Helyezés |
| Versenyző              | Versenyszám              | Idő      | Hely.    | Idő      | Hely.    | Típus    | Idő      | Hely.    | Típus | Idő     | Hely. | Helyezés |
| ---------------------- | ------------------------ | -------- | -------- | -------- | -------- | -------- | -------- | -------- | ----- | ------- | ----- | -------- |
| Raúl León Alexis Arias | Könnyűsúlyú kétpárevezős | 7:01,13  | 4.       | 6:23,52  | 3.       | C/D      | 6:37,40  | 2.       | C     | 6:58,63 | 4.    | 16.      |

## Kerékpározás

### Országúti kerékpározás
Női
| Versenyző   | Versenyszám   | Idő           | Helyezés      |
| ----------- | ------------- | ------------- | ------------- |
| Dania Pérez | Mezőnyverseny | nem ért célba | nem ért célba |

### Pálya-kerékpározás
Pontversenyek
| Név         | Versenyszám     | Pont | Körhátrány | Helyezés |
| ----------- | --------------- | ---- | ---------- | -------- |
| Dania Pérez | Női pontverseny | 0    | 0          | 18.      |

## Kosárlabda

### Női
| Kubai női kosárlabdacsapat-játékoskeret                                                            | Kubai női kosárlabdacsapat-játékoskeret                                                                |
| -------------------------------------------------------------------------------------------------- | --- |
| - Tania Seino - María León - Yamilé Martínez - Dalia Henry - Milayda Enríquez - Lisdeivis Víctores | - Olga Vigil - Grisel Herrera - Biosotis Lagnó - Judith Águila - Cariola Hechavarría - Gertrudis Gómez |

#### Eredmények
Csoportkör
B csoport
| Csapat                 | M | Gy | V | P+  | P–  | Pk   | P  |
| ---------------------- | - | -- | - | --- | --- | ---- | -- |
| Egyesült Államok (USA) | 5 | 5  | 0 | 507 | 339 | +168 | 10 |
| Ukrajna (UKR)          | 5 | 3  | 2 | 354 | 358 | –4   | 8  |
| Ausztrália (AUS)       | 5 | 3  | 2 | 369 | 319 | +50  | 8  |
| Kuba (CUB)             | 5 | 2  | 3 | 365 | 377 | –12  | 7  |
| Dél-Korea (KOR)        | 5 | 2  | 3 | 347 | 389 | –42  | 7  |
| Zaire (COD)            | 5 | 0  | 5 | 287 | 447 | –160 | 5  |

| 1996. július 21. | Egyesült Államok (USA) | 101–84    | Kuba (CUB)  | Atlanta Játékvezetők: Wieslaw Zych (POL), Zhu Jiazhong (CHN) |
| 1996. július 21. | (54–44) Jegyzőkönyv    |           |             | Atlanta Játékvezetők: Wieslaw Zych (POL), Zhu Jiazhong (CHN) |
| 1996. július 21. | Leslie 24              | Pont      | Martínez 21 | Atlanta Játékvezetők: Wieslaw Zych (POL), Zhu Jiazhong (CHN) |
| 1996. július 21. | Leslie 7               | Lepattanó | Víctores 8  | Atlanta Játékvezetők: Wieslaw Zych (POL), Zhu Jiazhong (CHN) |
| 1996. július 21. | Edwards 9              | Gólpassz  | Lagnó 6     | Atlanta Játékvezetők: Wieslaw Zych (POL), Zhu Jiazhong (CHN) |

| 1996. július 23. | Kuba (CUB)          | 70–55     | Dél-Korea (KOR)                   | Atlanta Játékvezetők: Davorin Nakic (CRO), Janice Deakin (CAN) |
| 1996. július 23. | (26–26) Jegyzőkönyv |           |                                   | Atlanta Játékvezetők: Davorin Nakic (CRO), Janice Deakin (CAN) |
| 1996. július 23. | León 20             | Pont      | Csong Szonmin (Jeong Seon-Min) 16 | Atlanta Játékvezetők: Davorin Nakic (CRO), Janice Deakin (CAN) |
| 1996. július 23. | Martínez 14         | Lepattanó | Cson Dzsuvon (Jeon Ju-Won) 9      | Atlanta Játékvezetők: Davorin Nakic (CRO), Janice Deakin (CAN) |
| 1996. július 23. | León, Henry 4       | Gólpassz  | Cshon Unszuk (Cheon Eun-Suk) 3    | Atlanta Játékvezetők: Davorin Nakic (CRO), Janice Deakin (CAN) |

| 1996. július 25. | Kuba (CUB)          | 63–75     | Ausztrália (AUS)   | Atlanta Játékvezetők: Jose Pelissari (BRA), Pascal Noel Dorizon (FRA) |
| 1996. július 25. | (22–36) Jegyzőkönyv |           |                    | Atlanta Játékvezetők: Jose Pelissari (BRA), Pascal Noel Dorizon (FRA) |
| 1996. július 25. | Martínez 19         | Pont      | Timms 19           | Atlanta Játékvezetők: Jose Pelissari (BRA), Pascal Noel Dorizon (FRA) |
| 1996. július 25. | Martínez 11         | Lepattanó | Sporn 12           | Atlanta Játékvezetők: Jose Pelissari (BRA), Pascal Noel Dorizon (FRA) |
| 1996. július 25. | Seino 4             | Gólpassz  | Brogan-Griffiths 4 | Atlanta Játékvezetők: Jose Pelissari (BRA), Pascal Noel Dorizon (FRA) |

| 1996. július 27. | Ukrajna (UKR)       | 87–75     | Kuba (CUB)       | Atlanta Játékvezetők: Sally Bell (USA), Stylianos Koukoulekidis (GRE) |
| 1996. július 27. | (43–43) Jegyzőkönyv |           |                  | Atlanta Játékvezetők: Sally Bell (USA), Stylianos Koukoulekidis (GRE) |
| 1996. július 27. | Zsirko 22           | Pont      | Martínez 20      | Atlanta Játékvezetők: Sally Bell (USA), Stylianos Koukoulekidis (GRE) |
| 1996. július 27. | Nazarenko 8         | Lepattanó | Martínez 12      | Atlanta Játékvezetők: Sally Bell (USA), Stylianos Koukoulekidis (GRE) |
| 1996. július 27. | Tkacsenko 6         | Gólpassz  | Herrera, Henry 3 | Atlanta Játékvezetők: Sally Bell (USA), Stylianos Koukoulekidis (GRE) |

| 1996. július 29. | Kuba (CUB)          | 73–59     | Zaire (COD)     | Atlanta Játékvezetők: Michael Butler (AUS), Serguei Boulanov (RUS) |
| 1996. július 29. | (36–36) Jegyzőkönyv |           |                 | Atlanta Játékvezetők: Michael Butler (AUS), Serguei Boulanov (RUS) |
| 1996. július 29. | León 20             | Pont      | Mabika 27       | Atlanta Játékvezetők: Michael Butler (AUS), Serguei Boulanov (RUS) |
| 1996. július 29. | Martínez 12         | Lepattanó | Ngalula 9       | Atlanta Játékvezetők: Michael Butler (AUS), Serguei Boulanov (RUS) |
| 1996. július 29. | Henry 7             | Gólpassz  | három játékos 3 | Atlanta Játékvezetők: Michael Butler (AUS), Serguei Boulanov (RUS) |

Negyeddöntő
| 1996. július 31. 22:00 | Brazília (BRA)                        | 101–69    | Kuba (CUB)     | Atlanta Játékvezetők: Tomislav Jovancic (YUG), Antonio Soares De Campos (ANG) |
| 1996. július 31. 22:00 | (50–33) Jegyzőkönyv                   |           |                | Atlanta Játékvezetők: Tomislav Jovancic (YUG), Antonio Soares De Campos (ANG) |
| 1996. július 31. 22:00 | da Silva, dos Santos Arcain 19        | Pont      | Martínez 25    | Atlanta Játékvezetők: Tomislav Jovancic (YUG), Antonio Soares De Campos (ANG) |
| 1996. július 31. 22:00 | dos Santos Arcain, de Souza Sobral 10 | Lepattanó | Martínez 9     | Atlanta Játékvezetők: Tomislav Jovancic (YUG), Antonio Soares De Campos (ANG) |
| 1996. július 31. 22:00 | dos Santos Arcain 6                   | Gólpassz  | négy játékos 2 | Atlanta Játékvezetők: Tomislav Jovancic (YUG), Antonio Soares De Campos (ANG) |

Az 5–8. helyért
| 1996. augusztus 1. 17:00 | Kuba (CUB)          | 78–70     | Olaszország (ITA)  | Atlanta Játékvezetők: Pascal Noel Dorizon (FRA), Sally Bell (USA) |
| 1996. augusztus 1. 17:00 | (37–40) Jegyzőkönyv |           |                    | Atlanta Játékvezetők: Pascal Noel Dorizon (FRA), Sally Bell (USA) |
| 1996. augusztus 1. 17:00 | Martínez 23         | Pont      | Pollini 15         | Atlanta Játékvezetők: Pascal Noel Dorizon (FRA), Sally Bell (USA) |
| 1996. augusztus 1. 17:00 | Enríquez 17         | Lepattanó | Ballabio, Tufano 8 | Atlanta Játékvezetők: Pascal Noel Dorizon (FRA), Sally Bell (USA) |
| 1996. augusztus 1. 17:00 | Henry 5             | Gólpassz  | három játékos 3    | Atlanta Játékvezetők: Pascal Noel Dorizon (FRA), Sally Bell (USA) |

Az 5. helyért
| 1996. augusztus 3. 17:00 | Oroszország (RUS)   | 91–74     | Kuba (CUB)  | Atlanta Játékvezetők: Robert Barnett (AUS), Virun Thongpila (THA) |
| 1996. augusztus 3. 17:00 | (44–41) Jegyzőkönyv |           |             | Atlanta Játékvezetők: Robert Barnett (AUS), Virun Thongpila (THA) |
| 1996. augusztus 3. 17:00 | Baranova 20         | Pont      | Martínez 19 | Atlanta Játékvezetők: Robert Barnett (AUS), Virun Thongpila (THA) |
| 1996. augusztus 3. 17:00 | Baranova 8          | Lepattanó | Martínez 11 | Atlanta Játékvezetők: Robert Barnett (AUS), Virun Thongpila (THA) |
| 1996. augusztus 3. 17:00 | Szumnyikova 8       | Gólpassz  | Seino 4     | Atlanta Játékvezetők: Robert Barnett (AUS), Virun Thongpila (THA) |

| Csapat     | Helyezés |
| ---------- | -------- |
| Kuba (CUB) | 6.       |

## Ökölvívás
| Versenyző             | Versenyszám     | Selejtező                                 | Nyolcaddöntő                           | Negyeddöntő                     | Elődöntő                              | Döntő                           | Helyezés |
| Versenyző             | Versenyszám     | Ellenfél Eredmény                         | Ellenfél Eredmény                      | Ellenfél Eredmény               | Ellenfél Eredmény                     | Ellenfél Eredmény               | Helyezés |
| --------------------- | --------------- | ----------------------------------------- | -------------------------------------- | ------------------------------- | ------------------------------------- | ------------------------------- | -------- |
| Yosvany Aguilera      | Papírsúly       | Stefan Ström (SWE) · RSC                  | Mansueto Velasco (PHI) · 5–14          | kiesett                         | kiesett                               | kiesett                         | 9.       |
| Maikro Romero         | Légsúly         | Eric Morel (USA) · 24–12                  | Lernik Papjan (ARM) · 22–6             | Elias Recaido (PHI) · 18–3      | Albert Pakejev (RUS) · 12–6           | Bolat Zsumagyilov (KAZ) · 12–11 |          |
| Arnaldo Mesa          | Harmatsúly      | John Hamed Larbi (SWE) · 19–5             | Zahir Raheem (USA) · RSC               | Rachid Bouaita (FRA) · 15–8     | Raimkul Malahbekov (RUS) · 14–14      | Kovács István (HUN) · 7–14      |          |
| Lorenzo Aragón        | Pehelysúly      | Noureddine Madjhoud (ALG) · 9–6           | Rogério Dezorzi (BRA) · 16–6           | Floyd Mayweather (USA) · 11–12  | kiesett                               | kiesett                         | 8.       |
| Julio González        | Könnyűsúly      | Romeo Brin (PHI) · 24–13                  | K'oba Gogoladze (GEO) · 9–14           | kiesett                         | kiesett                               | kiesett                         | 9.       |
| Héctor Vinent         | Kisváltósúly    | Han Hjongmin (Han Hyeong-Min) (KOR) · RSC | Nurhan Süleymanoğlu (TUR) · 23–1       | Eduard Zaharov (RUS) · 15–7     | Bolat Nyijazimbetov (KAZ) · 23–6      | Oktay Urkal (GER) · 20–13       |          |
| Juan Hernández Sierra | Váltósúly       | Nagy József (HUN) · RSC                   | Vadzim Mjazha (BLR) · 12–2             | Nurzsan Szmanov (KAZ) · 16–8    | Marian Simion (ROU) · 20–7            | Oleg Szaitov (RUS) · 9–14       |          |
| Alfredo Duvergel      | Nagyváltósúly   | Józef Gilewski (POL) · 10–2               | Szerhij Horodnyicsov (UKR) · 15–2      | Antonio Perugino (ITA) · 15–8   | Jermahan Ibraimov (KAZ) · 28–19       | David Reid (USA) · KO           |          |
| Ariel Hernández       | Középsúly       | Kbary Salim (EGY) · 11–2                  | Sven Ottke (GER) · 5–0                 | Alekszandr Lebzjak (RUS) · 15–8 | Rhoshii Wells (USA) · 17–8            | Malik Beyleroğlu (TUR) · 11–3   |          |
| Freddy Rojas          | Félnehézsúly    | Mohamed Mahmoud (EGY) · 20–9              | I Szungbe (Lee Seung-Bae) (KOR) · 9–13 | kiesett                         | kiesett                               | kiesett                         | 9.       |
| Félix Savón           | Nehézsúly       | Andrej Kurnyavka (KGZ) · 9–3              | Kwamena Turkson (SWE) · KO             | Giorgi Kandelaki (GEO) · 20–4   | Luan Krasniqi (GER) · mérkőzés nélkül | David Defiagbon (CAN) · 20–2    |          |
| Alexis Rubalcaba      | Szupernehézsúly | erőnyerő                                  | Paolo Vidoz (ITA) · RSC                | Paea Wolfgramm (TGA) · 12–17    | kiesett                               | kiesett                         | 7.       |

RSC - a mérkőzésvezető megállította a mérkőzést

## Röplabda

### Férfi
| Kubai férfi röplabdacsapat-játékoskeret                                                          | Kubai férfi röplabdacsapat-játékoskeret                                                             |
| ------------------------------------------------------------------------------------------------ | --------------------------------------------------------------------------------------------------- |
| - Freddy Brooks - Nicolas Vives - Ricardo Vantes - Joël Despaigne - Rodolfo Sánchez - Raúl Diago | - Osvaldo Hernández - Alain Roca - Ihosvany Hernández - Angel Beltrán - Alexis Batle - Lazaro Marin |

#### Eredmények
Csoportkör
A csoport
|                        |      | Mérkőzések | Mérkőzések | Szettek | Szettek | Szettek | Pontok | Pontok | Pontok |
| Csapat                 | Pont | Gy         | V          | Sz+     | Sz–     | SzA     | P+     | P–     | PA     |
| ---------------------- | ---- | ---------- | ---------- | ------- | ------- | ------- | ------ | ------ | ------ |
| Kuba (CUB)             | 9    | 4          | 1          | 12      | 5       | 2,400   | 233    | 191    | 1,220  |
| Brazília (BRA)         | 8    | 3          | 2          | 10      | 6       | 1,667   | 210    | 187    | 1,123  |
| Bulgária (BUL)         | 8    | 3          | 2          | 10      | 8       | 1,250   | 225    | 212    | 1,061  |
| Argentína (ARG)        | 8    | 3          | 2          | 9       | 9       | 1,000   | 222    | 225    | 0,987  |
| Egyesült Államok (USA) | 7    | 2          | 3          | 10      | 9       | 1,111   | 241    | 233    | 1,034  |
| Lengyelország (POL)    | 5    | 0          | 5          | 1       | 15      | 0,067   | 151    | 234    | 0,645  |

| 1996. július 21. 16:00 | Bulgária (BUL)     | 0–3 | Kuba (CUB) | Atlanta Játékvezető: Zheng Zhong Qu (CHN) Guillermo Paredes (ARG) |
| 1996. július 21. 16:00 | (9–15, 7–15, 7–15) |     |            | Atlanta Játékvezető: Zheng Zhong Qu (CHN) Guillermo Paredes (ARG) |

| 1996. július 23. 19:30 | Kuba (CUB)          | 3–0 | Lengyelország (POL) | Atlanta Játékvezető: Takashi Shimoyama (JPN), Zheng Zhong Qu (CHN) |
| 1996. július 23. 19:30 | (15–13, 15–2, 15–3) |     |                     | Atlanta Játékvezető: Takashi Shimoyama (JPN), Zheng Zhong Qu (CHN) |

| 1996. július 25. 19:30 | Egyesült Államok (USA)           | 2–3 | Kuba (CUB) | Atlanta Játékvezető: Songsak Chareonpong (THA), Guennadi Zharikov (RUS) |
| 1996. július 25. 19:30 | (15–4, 9–15, 16–14, 8–15, 16–18) |     |            | Atlanta Játékvezető: Songsak Chareonpong (THA), Guennadi Zharikov (RUS) |

| 1996. július 27. 16:00 | Argentína (ARG)      | 0–3 | Kuba (CUB) | Atlanta Játékvezető: Guennadi Zharikov (RUS), Patrick Rachard (FRA) |
| 1996. július 27. 16:00 | (10–15, 12–15, 9–15) |     |            | Atlanta Játékvezető: Guennadi Zharikov (RUS), Patrick Rachard (FRA) |

| 1996. július 29. 19:30 | Kuba (CUB)            | 0–3 | Brazília (BRA) | Atlanta Játékvezető: Patrick Rachard (FRA), Konstantinos Margaritis (GRE) |
| 1996. július 29. 19:30 | (11–15, 10–15, 11–15) |     |                | Atlanta Játékvezető: Patrick Rachard (FRA), Konstantinos Margaritis (GRE) |

Negyeddöntő
| 1996. július 31. 13:30 | Kuba (CUB)            | 0–3 | Oroszország (RUS) | Atlanta Játékvezető: Takashi Shimoyama (JPN), Songsak Chareonpong (THA) |
| 1996. július 31. 13:30 | (13–15, 15–17, 11–15) |     |                   | Atlanta Játékvezető: Takashi Shimoyama (JPN), Songsak Chareonpong (THA) |

Az 5–8. helyért
| 1996. augusztus 1. 8:00 | Kuba (CUB)                  | 3–1 | Bulgária (BUL) | Atlanta Játékvezető: Zheng Zhong Qu (CHN), Young-Ho Cho (KOR) |
| 1996. augusztus 1. 8:00 | (15–4, 15–12, 16–17, 15–12) |     |                | Atlanta Játékvezető: Zheng Zhong Qu (CHN), Young-Ho Cho (KOR) |

Az 5. helyért
| 1996. augusztus 2. 12:00 | Kuba (CUB)            | 0–3 | Brazília (BRA) | Atlanta Játékvezető: Jarmo Salonen (FIN), Petrus Carolus Scheffer (NED) |
| 1996. augusztus 2. 12:00 | (12–15, 14–16, 14–16) |     |                | Atlanta Játékvezető: Jarmo Salonen (FIN), Petrus Carolus Scheffer (NED) |

| Csapat     | Helyezés |
| ---------- | -------- |
| Kuba (CUB) | 6.       |

### Női
| Kubai női röplabdacsapat-játékoskeret                                                                 | Kubai női röplabdacsapat-játékoskeret                                                       |
| --- | ------------------------------------------------------------------------------------------- |
| - Taismary Agüero - Mirka Francia - Ana Fernández - Idalmis Gato - Lilia Izquierdo - Magalys Carvajal | - Marlenis Costa - Mireya Luis - Raisa O’Farrill - Regla Bell - Regla Torres - Yumilka Ruíz |

#### Eredmények
Csoportkör
B csoport
|                   |      | Mérkőzések | Mérkőzések | Szettek | Szettek | Szettek | Pontok | Pontok | Pontok |
| Csapat            | Pont | Gy         | V          | Sz+     | Sz–     | SzA     | P+     | P–     | PA     |
| ----------------- | ---- | ---------- | ---------- | ------- | ------- | ------- | ------ | ------ | ------ |
| Brazília (BRA)    | 10   | 5          | 0          | 15      | 1       | 15,000  | 238    | 121    | 1,967  |
| Oroszország (RUS) | 9    | 4          | 1          | 12      | 4       | 3,000   | 217    | 140    | 1,550  |
| Kuba (CUB)        | 8    | 3          | 2          | 10      | 6       | 1,667   | 196    | 156    | 1,256  |
| Németország (GER) | 7    | 2          | 3          | 7       | 9       | 0,778   | 163    | 191    | 0,853  |
| Kanada (CAN)      | 6    | 1          | 4          | 3       | 14      | 0,214   | 156    | 239    | 0,653  |
| Peru (PER)        | 5    | 0          | 5          | 2       | 15      | 0,133   | 129    | 252    | 0,512  |

| 1996. július 20. 16:00 | Kanada (CAN)       | 0–3 | Kuba (CUB) | Atlanta Játékvezető: Fernando Nava Abarca (MEX), Gabriel Gimenez (ESP) |
| 1996. július 20. 16:00 | (8–15, 8–15, 5–15) |     |            | Atlanta Játékvezető: Fernando Nava Abarca (MEX), Gabriel Gimenez (ESP) |

| 1996. július 22. 19:30 | Kuba (CUB)           | 0–3 | Brazília (BRA) | Atlanta Játékvezető: Petrus Carolus Scheffer (NED), Jarmo Salonen (FIN) |
| 1996. július 22. 19:30 | (11–15, 10–15, 4–15) |     |                | Atlanta Játékvezető: Petrus Carolus Scheffer (NED), Jarmo Salonen (FIN) |

| 1996. július 24. 16:00 | Peru (PER)          | 0–3 | Kuba (CUB) | Atlanta Játékvezető: Pasquale Troia (ITA), Dean Turner (AUS) |
| 1996. július 24. 16:00 | (2–15, 5–15, 10–15) |     |            | Atlanta Játékvezető: Pasquale Troia (ITA), Dean Turner (AUS) |

| 1996. július 26. 16:00 | Németország (GER)  | 0–3 | Kuba (CUB) | Atlanta Játékvezető: Dean Turner (AUS), Takashi Shimoyama (JPN) |
| 1996. július 26. 16:00 | (6–15, 8–15, 4–15) |     |            | Atlanta Játékvezető: Dean Turner (AUS), Takashi Shimoyama (JPN) |

| 1996. július 28. 19:30 | Kuba (CUB)                | 1–3 | Oroszország (RUS) | Atlanta Játékvezető: Takashi Shimoyama (JPN), Dean Turner (AUS) |
| 1996. július 28. 19:30 | (15–10, 6–15, 7–15, 8–15) |     |                   | Atlanta Játékvezető: Takashi Shimoyama (JPN), Dean Turner (AUS) |

Negyeddöntő
| 1996. július 30. 19:30 | Egyesült Államok (USA) | 0–3 | Kuba (CUB) | Atlanta Játékvezető: Jarmo Salonen (FIN), Dean Turner (AUS) |
| 1996. július 30. 19:30 | (1–15, 10–15, 12–15)   |     |            | Atlanta Játékvezető: Jarmo Salonen (FIN), Dean Turner (AUS) |

Elődöntők
| 1996. augusztus 1. 19:30 | Kuba (CUB)                        | 3–2 | Brazília (BRA) | Atlanta Játékvezető: Petrus Carolus Scheffer (NED), Frank Leuthaeusser (GER) |
| 1996. augusztus 1. 19:30 | (5–15, 15–8, 10–15, 15–13, 15–12) |     |                | Atlanta Játékvezető: Petrus Carolus Scheffer (NED), Frank Leuthaeusser (GER) |

Döntő
| 1996. augusztus 3. 14:00 | Kína (CHN)                  | 1–3 | Kuba (CUB) | Atlanta Játékvezető: Jarmo Salonen (FIN), Patrick Rachard (FRA) |
| 1996. augusztus 3. 14:00 | (16–14, 12–15, 16–17, 6–15) |     |            | Atlanta Játékvezető: Jarmo Salonen (FIN), Patrick Rachard (FRA) |

| Csapat     | Helyezés |
| ---------- | -------- |
| Kuba (CUB) |          |

### Strandröplabda

#### Férfi
| Versenyző                            | 1. forduló                                              | 2. forduló                                                | 3. forduló                                                  | 4. forduló        | Reményág          | Reményág          | Reményág                                              | Reményág                                      | Reményág          | Elődöntő          | Döntő             | Helyezés |
| Versenyző                            | 1. forduló                                              | 2. forduló                                                | 3. forduló                                                  | 4. forduló        | 1. forduló        | 2. forduló        | 3. forduló                                            | 4. forduló                                    | 5. forduló        | Elődöntő          | Döntő             | Helyezés |
| Versenyző                            | Ellenfél Eredmény                                       | Ellenfél Eredmény                                         | Ellenfél Eredmény                                           | Ellenfél Eredmény | Ellenfél Eredmény | Ellenfél Eredmény | Ellenfél Eredmény                                     | Ellenfél Eredmény                             | Ellenfél Eredmény | Ellenfél Eredmény | Ellenfél Eredmény | Helyezés |
| ------------------------------------ | ------------------------------------------------------- | --------------------------------------------------------- | ----------------------------------------------------------- | ----------------- | ----------------- | ----------------- | ----------------------------------------------------- | --------------------------------------------- | ----------------- | ----------------- | ----------------- | -------- |
| Francisco Álvarez Juan Miguel Rosell | Svédország (SWE) · Tom Englén · Fredrik Peterson · 15–3 | Argentína (ARG) · Eduardo Martínez · Martín Conde · 15–11 | Egyesült Államok (USA) · Sinjin Smith · Carl Henkel · 13–15 |                   |                   |                   | Ausztrália (AUS) · Julien Prosser · Leo Zahner · 15–6 | Kanada (CAN) · John Child · Mark Heese · 4–15 | kiesett           | kiesett           | kiesett           | 7.       |

## Sportlövészet
Férfi
| Versenyző             | Versenyszám | Selejtező | Selejtező | Döntő   | Döntő    |
| Versenyző             | Versenyszám | Pont      | Helyezés  | Pont    | Helyezés |
| --------------------- | ----------- | --------- | --------- | ------- | -------- |
| Juan Miguel Rodríguez | Skeet       | 121*      | 8.        | kiesett | kiesett  |
| Guillermo Torres      | Skeet       | 119       | 20.*****  | kiesett | kiesett  |
| Servando Puldón       | Skeet       | 116       | 38.***    | kiesett | kiesett  |

* - szétlövés után a 8. helyen végzett

*** - három másik versenyzővel azonos eredményt ért el

***** - öt másik versenyzővel azonos eredményt ért el

## Súlyemelés
| Versenyző        | Versenyszám | Szakítás | Szakítás | Lökés    | Lökés    | Összesen | Helyezés |
| Versenyző        | Versenyszám | Eredmény | Helyezés | Eredmény | Helyezés | Összesen | Helyezés |
| ---------------- | ----------- | -------- | -------- | -------- | -------- | -------- | -------- |
| William Vargas   | 59 kg       | 135,0    | 4.*      | 162,5    | 5.*      | 297,5    | 5.       |
| Idalberto Aranda | 70 kg       | 145,0    | 11.*     | 187,5    | 2.*      | 332,5    | 8.       |
| Pablo Lara       | 76 kg       | 162,5    | 2.*      | 205,0    | 1.       | 367,5    |          |
| Carlos Hernández | 91 kg       | 175,0    | 4.*      | 207,5    | 8.       | 382,5    | 6.       |
| Enrique Sabari   | 91 kg       | 165,0    | 12.*     | 205,0    | 9.*      | 370,0    | 12.      |

* - másik versenyzővel azonos eredményt ért el

## Úszás
Férfi
| Versenyző      | Versenyszám | Előfutam | Előfutam | Előfutam | Döntő   | Döntő   | Döntő   | Helyezés |
| Versenyző      | Versenyszám | Idő      | Hely.    | Össz.    | Típus   | Idő     | Hely.   | Helyezés |
| -------------- | ----------- | -------- | -------- | -------- | ------- | ------- | ------- | -------- |
| Rodolfo Falcón | 200 m hát   | 2:01,20  | 3.       | 8.       | A       | 2:08,14 | 8.      | 8.       |
| Rodolfo Falcón | 100 m hát   | 55,29    | 1.       | 3.       | A       | 54,98   | 2.      |          |
| Neisser Bent   | 100 m hát   | 54,83    | 1.       | 2.       | A       | 55,02   | 3.      |          |
| Neisser Bent   | 200 m hát   | 2:04,23  | 7.       | 20.      | kiesett | kiesett | kiesett | kiesett  |
| Mario González | 100 m mell  | 1:03,05  | 1.       | 20.      | kiesett | kiesett | kiesett | kiesett  |
| Mario González | 200 m mell  | 2:16,15  | 6.       | 16.      | B       | 2:15,11 | 2.      | 10.      |

## Vitorlázás
Férfi
| Versenyző                     | Versenyszám    | Futam | Futam | Futam | Futam | Futam | Futam | Futam | Futam | Futam | Futam | Futam | Pontszám | Helyezés |
| Versenyző                     | Versenyszám    | 1     | 2     | 3     | 4     | 5     | 6     | 7     | 8     | 9     | 10    | 11    | Pontszám | Helyezés |
| ----------------------------- | -------------- | ----- | ----- | ----- | ----- | ----- | ----- | ----- | ----- | ----- | ----- | ----- | -------- | -------- |
| Pedro Fernández Angel Jiménez | 470-es osztály | 22    | 29    | 26    | 17    | 9     | 27    | 13    | 19    | (37)  | 21    | (37)  | 183,0    | 26.      |

## Vívás
Férfi
| Versenyző                                 | Versenyszám       | Selejtező                 | 32-es főtábla                   | Nyolcaddöntő                 | Negyeddöntő                                                                                                  | Elődöntő                                                                               | Bronz- mérkőzés                                                           | Döntő                            | Helyezés |
| Versenyző                                 | Versenyszám       | Ellenfél Eredmény         | Ellenfél Eredmény               | Ellenfél Eredmény            | Ellenfél Eredmény                                                                                            | Ellenfél Eredmény                                                                      | Ellenfél Eredmény                                                         | Ellenfél Eredmény                | Helyezés |
| ----------------------------------------- | ----------------- | ------------------------- | ------------------------------- | ---------------------------- | --- | -------------------------------------------------------------------------------------- | ------------------------------------------------------------------------- | -------------------------------- | -------- |
| Rolando Tucker                            | Tőr, egyéni       | erőnyerő                  | Vang Haj-pin (CHN) · 15–11      | Érsek Zsolt (HUN) · 15–4     | Wolfgang Wienand (GER) · 12–15                                                                               | kiesett                                                                                | kiesett                                                                   | kiesett                          | 5.       |
| Elvis Gregory                             | Tőr, egyéni       | erőnyerő                  | Adam Krzesiński (POL) · 15–10   | Philippe Omnès (FRA) · 14–15 | kiesett | kiesett                                                                                | kiesett                                                                   | kiesett                          | 9.       |
| Oscar García                              | Tőr, egyéni       | erőnyerő                  | Javier García (ESP) · 11–15     | kiesett                      | kiesett | kiesett                                                                                | kiesett                                                                   | kiesett                          | 20.      |
| Iván Trevejo                              | Párbajtőr, egyéni | Aurel Bratu (ROU) · 15–10 | Danek Nowosielski (CAN) · 15–14 | Arnd Schmitt (GER) · 15–8    | Kaido Kaaberma (EST) · 15–14                                                                                 | Imre Géza (HUN) · 15–10                                                                |                                                                           | Alekszandr Beketov (RUS) · 14–15 |          |
| Elvis Gregory Oscar García Rolando Tucker | Tőr, csapat       |                           |                                 |                              | Dél-Korea (KOR) · Csong Szugi (Jeong Su-gi) · Kim Jongguk (Kim Yong-guk) · Kim Jongho (Kim Yeong-ho) · 45–34 | Oroszország (RUS) · Dmitrij Sevcsenko · İlqar Məmmədov · Vlagyiszlav Pavlovics · 44–45 | Ausztria (AUT) · Joachim Wendt · Marco Falchetto · Michael Ludwig · 45–28 |                                  |          |

Női
| Versenyző                                   | Versenyszám       | Selejtező                                    | 32-es főtábla                        | Nyolcaddöntő      | Negyeddöntő                                                                | Elődöntő | Bronz- mérkőzés                                                                             | Döntő                                                                                   | Helyezés |
| Versenyző                                   | Versenyszám       | Ellenfél Eredmény                            | Ellenfél Eredmény                    | Ellenfél Eredmény | Ellenfél Eredmény                                                          | Ellenfél Eredmény                                                                                           | Ellenfél Eredmény                                                                           | Ellenfél Eredmény                                                                       | Helyezés |
| ------------------------------------------- | ----------------- | -------------------------------------------- | ------------------------------------ | ----------------- | -------------------------------------------------------------------------- | --- | ------------------------------------------------------------------------------------------- | --------------------------------------------------------------------------------------- | -------- |
| Mirayda García                              | Párbajtőr, egyéni | Arai Júko (JPN) · 15–13                      | Gianna Hablützel-Bürki (SUI) · 11–15 | kiesett           | kiesett                                                                    | kiesett | kiesett                                                                                     | kiesett                                                                                 | 24.      |
| Milagros Palma                              | Párbajtőr, egyéni | I Gumnam (Lee Geum-nam) (KOR) · 12–15        | kiesett                              | kiesett           | kiesett                                                                    | kiesett | kiesett                                                                                     | kiesett                                                                                 | 35.      |
| Tamara Esteri                               | Párbajtőr, egyéni | Ko Dzsongdzson (Go Jeong-jeon) (KOR) · 12–15 | kiesett                              | kiesett           | kiesett                                                                    | kiesett | kiesett                                                                                     | kiesett                                                                                 | 41.      |
| Milagros Palma Mirayda García Tamara Esteri | Párbajtőr, csapat |                                              |                                      |                   | Svájc (SUI) · Gianna Hablützel-Bürki · Michèle Wolf · Sandra Kenel · 45–39 | Franciaország (FRA) · Laura Flessel-Colovic · Sophie Moressée-Pichot · Valérie Barlois-Mevel-Leroux · 35–45 | Az 5–8. helyért · Németország (GER) · Claudia Bokel · Eva-Maria Ittner · Katja Nass · 45–40 | Az 5. helyért · Észtország (EST) · Heidi Rohi · Maarika Võsu · Oksana Yermakova · 30–45 | 6.       |